# Polyrhachis malaensis
Polyrhachis malaensis é uma espécie de formiga do gênero Polyrhachis, pertencente à subfamília Formicinae.